# Ачи (Колумбия)
Ачи (исп. Achí) — город и муниципалитет на севере Колумбии, на территории департамента Боливар.

## История
Поселение, из которого позднее вырос город, было основано в 1817 году. Муниципалитет Ачи был выделен в отдельную административную единицу в 1934 году.

## Географическое положение

Муниципалитет Ачи

Город расположен в западной части департамента, на левом берегу реки Каука, на расстоянии приблизительно 222 километров к юго-юго-востоку (SSE) от города Картахена, административного центра департамента. Абсолютная высота — 21 метр над уровнем моря.

Муниципалитет Ачи граничит на севере с территорией муниципалитета Маганге, на северо-востоке — с муниципалитетом Пинильос, на юго-востоке — с муниципалитетом Тикисио, на юге — с муниципалитетами Сан-Хасинто-дель-Каука и Монтекристо, на западе — с территорией департамента Сукре. Площадь муниципалитета составляет 1471 км².

## Население
По данным Национального административного департамента статистики Колумбии, совокупная численность населения города и муниципалитета в 2015 году составляла 23 051 человек.
Динамика численности населения муниципалитета по годам:
| 2005   | 2006   | 2007   | 2008   | 2009   | 2010   | 2011   | 2012   | 2013   | 2014   | 2015   |
| ------ | ------ | ------ | ------ | ------ | ------ | ------ | ------ | ------ | ------ | ------ |
| 19 644 | 20 002 | 20 289 | 20 585 | 20 888 | 21 211 | 21 563 | 21 913 | 22 279 | 22 666 | 23 051 |

Согласно данным переписи 2005 года мужчины составляли 54 % от населения Ачи, женщины — соответственно 46 %. В расовом отношении белые и метисы составляли 96,3 % от населения города; негры, мулаты и райсальцы — 3,7 %.
Уровень грамотности среди всего населения составлял 79,9 %.

## Экономика
Основу экономики Ачи составляют растениеводство (основные культуры — холопок, бананы, сахарный тростник и рис), животноводство и горнодобывающая промышленность.

51,7 % от общего числа городских и муниципальных предприятий составляют предприятия торговой сферы, 35,5 % — предприятия сферы обслуживания, 12,3 % — промышленные предприятия, 0,5 % — предприятия иных отраслей экономики.